# سوازا تکیلا
سوازا تکیلا (انگلیسی: Sauza Tequila) شرکت نوشیدنی مکزیکی است، که در سال ۱۸۷۳ تأسیس شد.